# 龍富路

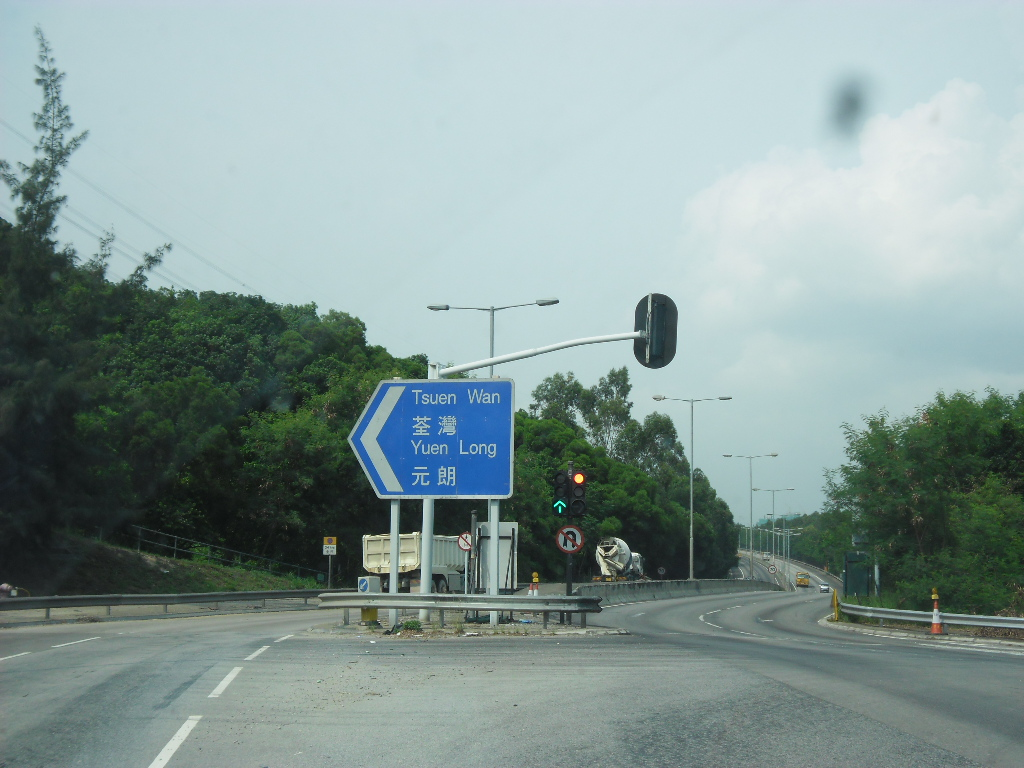
龍富路近龍門路的迴旋處

龍富路（英語：Lung Fu Road）是香港新界屯門區的一條道路，連接皇珠路及屯門第38區，於2002年3月8日正式通車，全長約2.5公里。龍富路的興建目的旨在給予車輛一條直接路徑，往返屯門新市鎮和青山西南的望后石、小冷水、龍鼓灘、源·區、新界西堆填區等地，避免對蝴蝶灣和散石灣一帶使用龍門路的居民構成不便。這路亦是連接至屯門至赤鱲角連接路的主要道路。

## 歷史
1989年發表的《港口及機場發展策略》，確定屯門西部的屯門第38區適宜用作發展內河貨運碼頭和特殊工業。為應付發展計劃所引致的交通需求量，《1990年研究》建議興建一條新繞道，以連接屯門第38區與屯門新市鎮，並在屯門實施一些道路改善工程。
1998年2月，香港立法會財務委員會批准撥款20.62億元，於青山山麓以東興建一條道路，連接皇珠路與屯門第38區以東的龍門路。其中，位於屯門第19區（即屯門高爾夫球中心以北山坡）需要進行削坡工程，以便興建高架橋。
2002年3月8日，龍富路正式通車，並由工務局局長李承仕、拓展署署長黃鴻堅、屯門區議會副主席梁健文及屯門民政事務專員林國強主持通車儀式。在隨後1個月，龍富路與龍門路交界的迴旋處接連發生兩宗導致人命傷亡的交通事故，事發經過相似，都是車輛從龍富路直撞向迴旋處中間的石堤釀成慘劇。有關部門積極調查和研究改善方法後，一個耗資320萬元工程費用的燈號控制交界處於2006年4月落成，取締舊有迴旋處的功能。
自通車後的3年內，發生了6宗交通意外，一共造成4人死亡及9人受傷。交通燈號落成啟用後，截至2009年9月才錄得2宗共導致5人受傷的交通意外，反映了有關當局於設計龍富路與龍門路交界時的安全評估不足。
不過，隨著屯門至赤鱲角連接路於2020年12月27日通車，相關燈號控制交界處再次改為迴旋處，區內再次面對交通擠塞及上述意外。

## 事件
- 2002年3月8日，從研究至落成需時達12年的龍富路正式通車。
- 2002年3月13日，一位市民向運輸署投訴，表示因龍富路寬闊筆直，駕駛人士可能會超速駕駛，以及就開往屯門第38區方向的車輛而言，除非當局提供足夠的告示牌，否則駕駛人士未必看到龍富路與龍門路交界的迴旋處。
- 2002年4月7日22:45，上述迴旋處發生一宗嚴重的私家車交通意外，導致3人死亡。根據警務處及運輸署的交通意外調查報告，該私家車撞向迴旋處石堤，車身翻側起火燃燒。事後，4名參與救援的青山分區警務人員，以出色的表現獲得屯門警區指揮官表揚。
- 2002年4月28日00:54，一輛汽車撞向上述迴旋處的石堤，導致1人死亡。是次意外與3星期前的意外相似。

## 延伸阅读
- Google地圖香港 （页面存档备份，存于）
- 勇救車禍傷者 人員獲表揚 （页面存档备份，存于）
- 《審計署署長第53號報告書》第10章 土木工程拓展署 在屯門西部設置繞道 （页面存档备份，存于）（2009年10月27日）